# 응급구조사

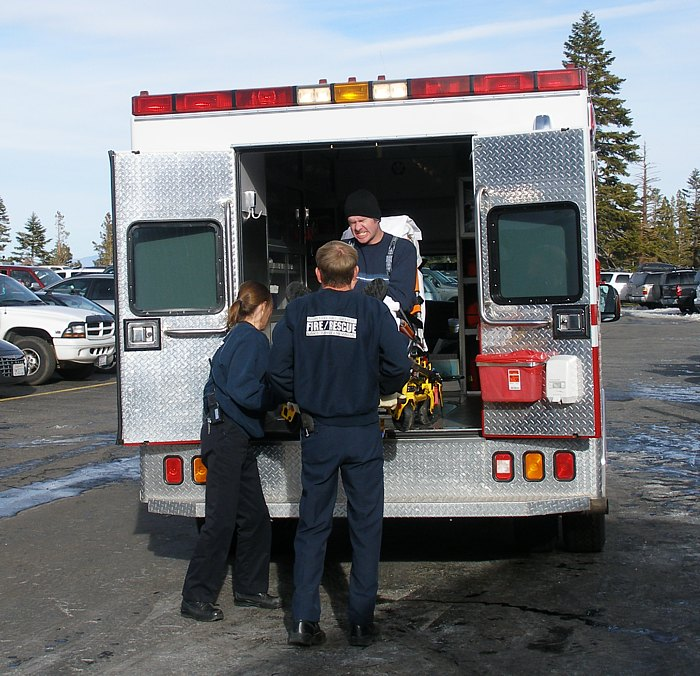
응급구조사들이 환자를 구급차에 싣고 있다.

응급구조사(應急救助士, emergency medical technician)는 응급환자가 발생한 현장에서 상담·구조 및 이송 업무를 수행하는 직업이다. 한국에서는 업무에 따라 1급응급구조사와 2급응급구조사로 나뉘며, 응급의료를 제공하는 의료인(의사 및 간호사)과 함께 응급의료종사자에 해당한다.
응급구조사는 병원밖 환자들을 위한 공중보건 서비스를 제공하기도 한다. 자기 관리가 어려운 환자를 위해 정부기관에 복지 서비스를 요청하거나 소아나 노인의 학대 방임, 가정 폭력을 적발하거나 질병과 손상에 대한 예방 교육을 하기도 한다.

## 역사
현장의 응급상황에 직접 대응하는 전문직으로서 응급구조사의 역사는 곧 응급의료체계의 역사라고 할 수 있다. 미국에서는 1960년대부터 응급구조 인력을 국가적으로 양성·관리할 필요가 제기되었고 이에 따라 1970년부터 국가 인정 응급구조사 제도(National Registry of Emergency Medical Technicians)가 시행되었다. 한국에서는 1991년 제정된 응급의료관리규칙에서 응급구조사를 인정하였고 1994년 응급의료에 관한 법률에서 자격요건이 더 상세히 규정되어 1995년부터 응급구조사가 공식적으로 배출되었다.

## 업무 범위
의료법 제27조의 무면허 의료행위 금지 규정에도 불구하고 보건복지부령으로 정하는 범위에서 현장에 있거나 이송 중이거나 의료기관 안에 있을 때에는 응급처치의 업무에 종사할 수 있다. 응급의료에관한법률상 업무범위는 다음과 같다.
1. 1급 응급구조사의 업무범위
가. 심폐소생술의 시행을 위한 기도유지(기도기(airway)의 삽입, 기도삽관(intubation), 후두마스크 삽관 등을 포함한다)
나. 정맥로의 확보
다. 인공호흡기를 이용한 호흡의 유지
라. 약물투여 : 저혈당성 혼수시 포도당의 주입, 흉통시 니트로글리세린의 혀아래(설하)투여, 쇼크시 일정량의 수액투여, 천식발작시 기관지확장제 흡입
마. 심정지 시 에피네프린 투여
바. 아나필락시스 쇼크 시 자동주입펜을 이용한 에피네프린 투여
사. 정맥로의 확보 시 정맥혈 채혈
아. 심전도 측정 및 전송(의료기관 안에서는 응급실 내에 한함)
자. 응급 분만 시 탯줄 결찰 및 절단(현장 및 이송 중에 한하며, 지도의사의 실시간 영상의료지도 하에서만 수행)
차. 제2호에 따른 2급 응급구조사의 업무
기타. 응급의료에 관한 법률 시행규칙 제18조의3(응급환자의 중증도 분류 등) 중앙응급의료센터,권역응급의료센터, 지역응급의료센터에서 응급환자의 중증도(KTAS) 분류 업무
2. 2급 응급구조사의 업무범위
가. 구강내 이물질의 제거
나. 기도기(airway)를 이용한 기도유지
다. 기본 심폐소생술
라. 산소투여
마. 부목·척추고정기·공기 등을 이용한 사지 및 척추 등의 고정
바. 외부출혈의 지혈 및 창상의 응급처치
사. 심박·체온 및 혈압 등의 측정
아. 쇼크방지용 하의 등을 이용한 혈압의 유지
자. 자동제세동기를 이용한 규칙적 심박동의 유도
차. 흉통시 니트로글리세린의 혀아래(설하) 투여 및 천식발작시 기관지확장제 흡입(환자가 해당약물을 휴대하고 있는 경우에 한함)
1급 응급구조사가 의사의 지시를 받지 아니하고 행할 수 있는 응급처치의 범위는 법률의 규정에 의한 2급응급구조사의 업무범위와 같다. 다만, 보건복지부령으로 정하는 응급처치를 하는 경우와 급박한 상황에서 통신의 불능(不能) 등으로 의사의 지시를 받을 수 없는 경우에는 그러하지 아니한다.

## 119구급대

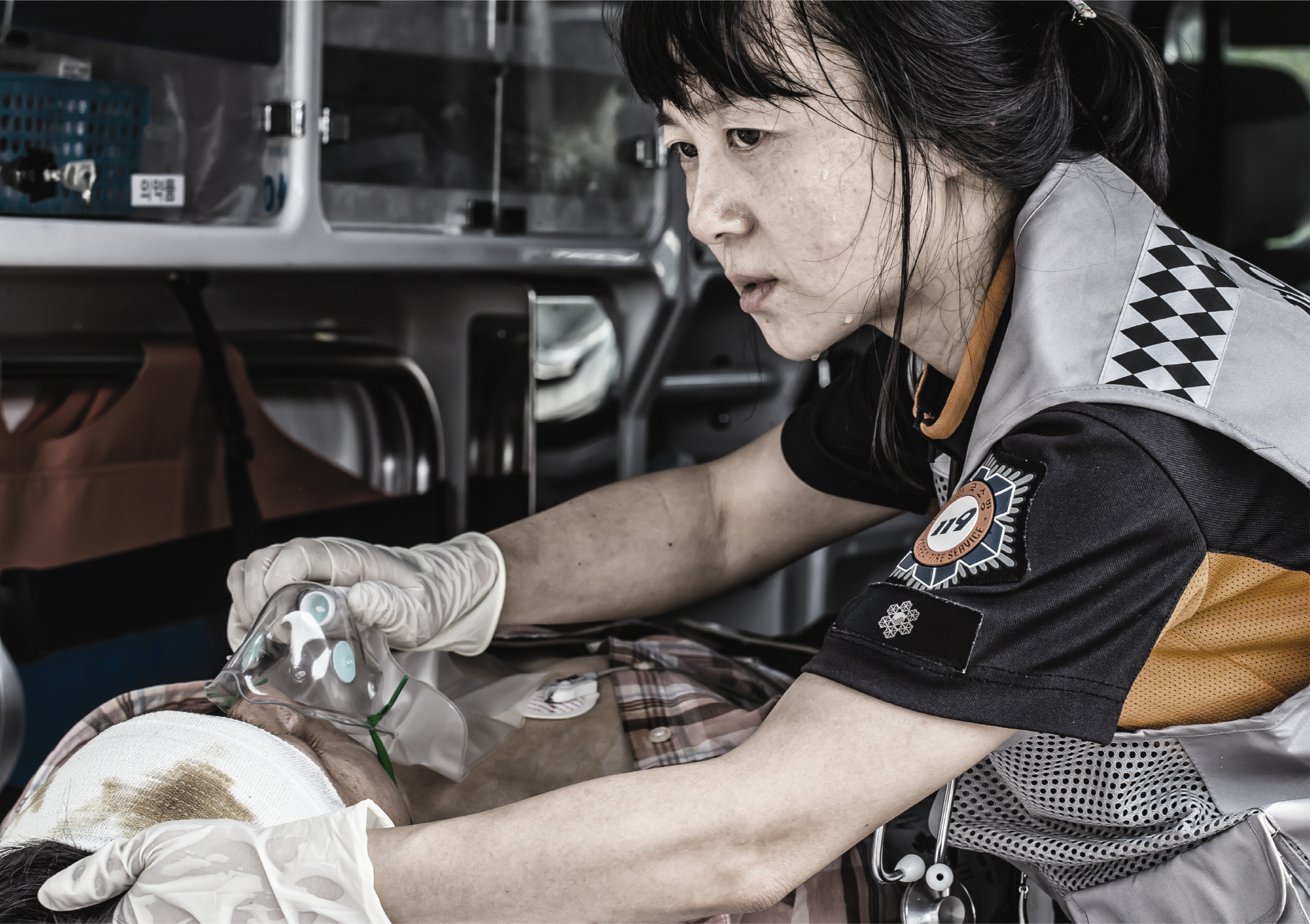
세종특별자치시 구급대원.

119구조ㆍ구급에 관한 법률은 화재, 재난·재해 및 테러, 그 밖의 위급한 상황에서 119구급대의 효율적 운영에 관하여 필요한 사항을 규정하고 있다.  119구급대란 구급활동에 필요한 장비를 갖추고 소방공무원으로 편성된 단위조직을 말한다. 동법에 의거 대한민국 국민이라면 누구든지 위급상황에 처한 경우에는 국가와 지방자치단체로부터 신속한 구조와 구급을 통하여 생활의 안전을 영위할 권리를 가지며 누구든지 위급상황에 처한 요구조자를 발견한 때에는 이를 지체 없이 소방기관 또는 관계 행정기관에 알려야 하며, 119구급대가 도착할 때까지 요구조자를 구출하거나 부상 등이 악화되지 아니하도록 노력하여야 한다.

## 같이 보기
- 응급
- 응급실
- 구급차
- 응급의학